# Tone Kham
Tone Kham (ou Ton Khan connu également sous son titre de Upanyuvarath II) de son nom complet Somdet Brhat Chao Dharmakama Raja Sei Sadhana Kanayudha fut roi du royaume de Lan Xang entre 1633 et 1637.

## Biographie
Fils ainé du roi Mon Keo il est nommé par son père Héritier présomptif en 1627 et reçoit alors le titre de « Upanyuvarath ou Upayuvaraja II », c'est-à-dire « Vice Roi ou Prince Héritier » sous lequel il est souvent désigné. Il accède au trône à la mort de son père en 1633 mais meurt dès 1637 et à comme successeur son frère cadet Vichai Il laisse trois fils :
- Prince Somaputra (Som Phou) - épouse la princesse Sumangala Kumari, fille de son frère le roi  Surinyavongsa dont deux fils Sai Ong Hué (Setthathirath II) et Ong Lo.
- Prince Bunsaya (Boun-Sou). Entre dans les ordres après l'accession de son frère cadet au trône en 1638. Il meurt au monastère de Poo Ho Poo Hong.
- Prince Suriyalinga Kumara (Soulinga Khoumane) (Sulingvongsa) roi du Lan Xang.